# Gmina Inđija
Gmina Inđija (serb. Opština Inđija / Општина Инђија) – gmina w Serbii, w Wojwodinie, w okręgu sremskim. W 2018 roku liczyła 45 854 mieszkańców.